# Izštekani
Izštekani je slovenska mesečna radijska glasbena oddaja. Njeni začetki segajo v februar 1993 (natančneje 25. februar), ko so Sokoli v okviru četrtkovih avtorskih večerov v studiu Radia Študent predstavili svoj novi album in med pogovorom ob spremljavi akustičnih kitar izvedli štiri skladbe (ena izmed njih je bila »Sodn dan«). Pobudo za oddajo je dal Jane Weber, takratni glasbeni urednik na RŠ-u, ki je želel, da bi album Sokolov predstavili na radiu, čeprav so bili za alternativni Radio Študent nekoliko preveč mainstreamovski (zato so jih »izštekali«). Stvar je dobro izpadla, zato so se v ekipi na čelu z avtorjem in voditeljem Juretom Longyko odločili s tem nadaljevati. Ime je oddaja dobila po MTV Unplugged. Med letoma 1993 in 1997 je domovala na Radiu Študent (kot Izštekani na Radiu Študent), od leta 1998 pa je na Valu 202 (Izštekani na Radiu Slovenija). Na Študentu so izvedli 63, na Valu pa 240 (rednih) oddaj (do februarja 2023). Oblika Izštekanih se ves ta čas ni spreminjala: izvajalci se v studiu pogovarjajo z Longyko in odigrajo približno uro svojega repertoarja, ki mora biti tako ali drugače »izštekan«. Ta »izštekanost« se v prvi vrsti nanaša na akustičnost (repertoar v akustični preobleki), vendar kot so ob 20-letnici oddaje zapisali: »Lahko je zvočno spremenjen, lahko je kot žur ob tabornem ognju, lahko je povsem prekucnjen na glavo, lahko ga izvajajo z gosti, lahko ga izvajajo le gostje, lahko je vštekan, lahko je popolnoma nov in neznan ... Izštekani so lahko vse, od popolne intime do velikega hrupa, od enega človeka do množice skoraj stotih.«
Od leta 2013 (ko je oddaja praznovala 20 let) vsako leto organizirajo koncert pred občinstvom (izjemi sta bili s koronavirusom zaznamovani leti 2020 in 2021). Do leta 2022 so ti koncerti potekali decembra v Kinu Šiška, tridesetletnico pa bodo obeležili 8. junija 2023 v ljubljanskih Križankah.
Oddaja je bila od pomladi 2015 do januarja 2020 na sporedu ob torkih ob 22.25. Od februarja 2020 je na sporedu ob ponedeljkih ob 20.00.

## Izštekani na Radiu Študent (1993–97)
| #   | Leto | Datum          | Izvajalec |
| --- | ---- | -------------- | --- |
| 1.  | 1993 | 25. 2.         | Sokoli |
| 2.  | 1993 | 1. 4.          | Duo Mar Django |
| 3.  | 1993 | 22. 4.         | Ghosts of the 50s |
| 4.  | 1993 | 10. 6.         | Demolition Group |
| 5.  | 1993 | 1. 7.          | All Capone Štrajh Trio |
| 6.  | 1993 | 22. 7.         | Jasna & Zlatko |
| 7.  | 1993 | 9. 9.          | Pero Lovšin (solo) |
| 8.  | 1993 | 11. 11.        | Miladojka Youneed |
| 9.  | 1993 | 18. 11.        | Lado Leskovar |
| 10. | 1993 | 9. 12.         | Kvartet Enzo Fabiani |
| 11. | 1994 | 3. 2.          | Primož Simončič |
| 12. | 1994 | 24. 3.         | Niet |
| 13. | 1994 | 2. 4.          | Drago Mlinarec |
| 14. | 1994 | 19. 5.         | Stari konj |
| 15. | 1994 | 6./9. 6.       | Parni valjak |
| 16. | 1994 | 25. 8.         | 2227 |
| 17. | 1994 | 2./8. 9.       | Inspiral Carpets |
| 18. | 1994 | 22. 9.         | Adi Smolar |
| 19. | 1994 | 20. 10.        | Lolita |
| 20. | 1994 | 3. 11.         | Lucky Cupids |
| 21. | 1994 | 10. 11.        | Jurki z basisti |
| 22. | 1994 | 8. 12.         | Ana Pupedan |
| 23. | 1994 | 29. 12.        | Let 3 |
| 24. | 1995 | 26. 1.         | Vlado Kreslin (& Mali bogovi) |
| 25. | 1995 | 2. 2.          | Hot Dog & Bor Gostiša |
| 26. | 1995 | 9. 2.          | Matjaž Pikalo & Autodafe |
| 27. | 1995 | 23. 3.         | Ego Malfunction |
| 28. | 1995 | 6. 4.          | Res Nullius |
| 29. | 1995 | 4. 5.          | Na lepem prijazni |
| 30. | 1995 | 18. 5.         | Spoons |
| 31. | 1995 | 15. 6.         | Heavy Les Wanted |
| 32. | 1995 | 22. 6.         | Pridigarji |
| 33. | 1995 | 13. 7.         | Boštjan Soklič |
| 34. | 1995 | 7. 9.          | Orlek |
| 35. | 1995 | 21. 9.         | Zoran Predin & Šukar |
| 36. | 1995 | 5. 10.         | Quatebriga |
| 37. | 1995 | 26. 10.        | Space Cakes |
| 38. | 1995 | 28. 10./9. 11. | Moonlight Cats |
| 39. | 1995 | 23./30. 11.    | Skakafci (na RGL) |
| 40. | 1995 | 14. 12.        | Jani Kovačič |
| 41. | 1995 | 28. 12.        | Hic et nunc |
| 42. | 1996 | 11. 1.         | Koncert Izštekani pred publiko I v klubu Dakota: Ana Pupedan, Spiritual Pyrotechnics, Leteči potepuhi, Heavy Les Wanted, Orlek, Zoran Predin & Šukar |
| 43. | 1996 | 25. 1.         | Spiritual Pyrotechnics |
| 44. | 1996 | 15. 2.         | Aleš Hadalin |
| 45. | 1996 | 14. 3.         | Six Pack |
| 46. | 1996 | 28. 3.         | Leteči potepuhi |
| 47. | 1996 | 12./18. 4.     | Električni orgazam |
| 48. | 1996 | 25. 4.         | Koncert Izštekani pred publiko II v klubu Dakota: Psycho Path, Garbage Enemy, Kontrabant, Jani Kovačič & Tretje uho, Let 3                           |
| 49. | 1996 | 16. 5.         | Andrej Trobentar |
| 50. | 1996 | 30. 5.         | It's Not for Sale |
| 51. | 1996 | 13. 6.         | Psycho Path |
| 52. | 1996 | 27. 6.         | Sleazy Snails |
| 53. | 1996 | 4. 7.          | Racija |
| 54. | 1996 | 3. 10.         | Kontrabant |
| 55. | 1996 | 23./31. 10.    | Termiti |
| 56. | 1996 | 14. 11.        | Hiša |
| 57. | 1996 | 28. 11.        | Bratko Bibič |
| 58. | 1996 | 5. 12.         | Billy Childish |
| 59. | 1996 | 26. 12.        | Andrej Rudolf |
| 60. | 1997 | 13. 2.         | K.U.T. GAS |
| 61. | 1997 | 17. 4.         | Silence (Studio Tivoli) |
| 62. | 1997 | 29. 4./1. 5.   | K-passa |
| 63. | 1997 | 2. 10.         | All Capone Štrajh Trio |

## Izštekani na Valu 202

### 1998−2004
| #   | Leto | Datum       | Izvajalec                                                             |
| --- | ---- | ----------- | --------------------------------------------------------------------- |
| 1.  | 1998 | 23. 1.      | Magnifico & Pismejkers                                                |
| 2.  | 1998 | 20. 2.      | Tantadruj                                                             |
| 3.  | 1998 | 20. 3.      | Janez Zmazek - Žan                                                    |
| 4.  | 1998 | 17. 4.      | K-Sound XXX                                                           |
| 5.  | 1998 | 15. 5.      | Demolition Group                                                      |
| 6.  | 1998 | 16./19. 6.  | Tolovaj Mataj                                                         |
| 7.  | 1998 | 17. 7.      | Res Nullius                                                           |
| 8.  | 1998 | 18. 9.      | Posodi mi jurja                                                       |
| 9.  | 1998 | 16. 10.     | Tomaž Domicelj                                                        |
| 10. | 1998 | 20. 11.     | Bambi Molesters                                                       |
| 11. | 1998 | 18. 12.     | Dick B. Hardy                                                         |
| 12. | 1999 | 22. 1.      | Baby Can Dance                                                        |
| 13. | 1999 | 19. 2.      | Interceptor                                                           |
| 14. | 1999 | 19. 3.      | Đavoli                                                                |
| 15. | 1999 | 21. 5.      | Orlek                                                                 |
| 16. | 1999 | 16./18. 6.  | Big Foot Mama                                                         |
| 17. | 1999 | 16. 7.      | Siddharta                                                             |
| 18. | 1999 | 17. 9.      | Psycho-path                                                           |
| 19. | 1999 | 15. 10.     | Zmelkoow                                                              |
| 20. | 1999 | 28./29. 10. | Oto Pestner                                                           |
| 21. | 1999 | 19. 11.     | Juhej in Vuhmepiš                                                     |
| 22. | 1999 | 17. 12.     | Ježkov kabaret (Jani Kovačič, Aleš Hadalin, Boris Ostan)              |
| 23. | 2000 | 21. 1.      | Dan D                                                                 |
| 24. | 2000 | 11. 2.      | Zablujena generacija                                                  |
| 25. | 2000 | 10. 3.      | Sunny Orchestra                                                       |
| 26. | 2000 | 31. 3.      | Silence (Cankarjev dom)                                               |
| 27. | 2000 | 14. 4.      | Indust-bag                                                            |
| 28. | 2000 | 12. 5.      | Kontrabant                                                            |
| 29. | 2000 | 30. 6.      | Tibor Belicza                                                         |
| 30. | 2000 | 14. 7.      | Rotor                                                                 |
| 31. | 2000 | 15. 9.      | Tinkara Kovač                                                         |
| 32. | 2000 | 13. 10.     | Vlado Kreslin (album Ptič)                                            |
| 33. | 2000 | 10. 11.     | Sfiltrom                                                              |
| 34. | 2000 | 15. 12.     | Harmonika in poezija: Janez Škof, Dane Zajc, Matjaž Pikalo & Autodafe |
| 35. | 2001 | 19. 1.      | Prisluhnimo tišini                                                    |
| 36. | 2001 | 9. 2.       | 5'00'' of Fame                                                        |
| 37. | 2001 | 16. 3.      | Planet Groove                                                         |
| 38. | 2001 | 13. 4.      | Kvinton                                                               |
| 39. | 2001 | 11. 5.      | Anonimus                                                              |
| 40. | 2001 | 8. 6.       | Dežurni krivci                                                        |
| 41. | 2001 | 31. 8.      | Bitch Boys                                                            |
| 42. | 2001 | 14. 9.      | Drago Mislej - Mef & NOB                                              |
| 43. | 2001 | 26. 10.     | Matej Krajnc & Agencija Rokenrol                                      |
| 44. | 2001 | 9. 11.      | Terrafolk                                                             |
| 45. | 2001 | 14. 12.     | The Kamns                                                             |
| 46. | 2002 | 18. 1.      | Shyam                                                                 |
| 47. | 2003 | 10. 1.      | Mi2 (gostje Melanholiki)                                              |
| 48. | 2003 | 14. 2.      | Srečna mladina                                                        |
| 49. | 2003 | 14. 3.      | Katalena                                                              |
| 50. | 2003 | 18. 4.      | Center za dehumanizacijo                                              |
| 51. | 2003 | 16. 5.      | Fake Orchestra                                                        |
| 52. | 2003 | 13. 6.      | D-fact & Klemen Klemen                                                |
| 53. | 2003 | 1. 8.       | Distango                                                              |
| 54. | 2003 | 12. 9.      | Aleš Hadalin                                                          |
| 55. | 2003 | 10. 10.     | The Stroj                                                             |
| 56. | 2003 | 14. 11.     | Zoran Predin in Žive legende                                          |
| 57. | 2003 | 16./19. 12. | Moveknowledgement                                                     |
| 58. | 2004 | 23. 1.      | Posodi mi jurja                                                       |
| 59. | 2004 | 20. 2.      | Projekt Mesto                                                         |
| 60. | 2004 | 19. 3.      | Andraž Hribar                                                         |
| 61. | 2004 | 16. 4.      | Rudi Bučar                                                            |
| 62. | 2004 | 14. 5.      | D.D.V.                                                                |
| 63. | 2004 | 18. 6.      | Dreamwalk                                                             |
| 64. | 2004 | 17. 9.      | Matej Krajnc & Sužnji sendvičev                                       |
| 65. | 2004 | 29. 10.     | Čompe                                                                 |
| 66. | 2004 | 12. 11.     | Andraž Polič & Hamlet Express                                         |
| 67. | 2004 | 17. 12.     | Pips, Chips & Videoclips                                              |

### 2005–2010
| #    | Leto | Datum      | Izvajalec |
| ---- | ---- | ---------- | --- |
| 68.  | 2005 | 21. 1.     | Milan Kamnik |
| 69.  | 2005 | 18. 2.     | Olivija |
| 70.  | 2005 | 18. 3.     | Terrafolk |
| 71.  | 2005 | 13. 5.     | Peter Andrej |
| 72.  | 2005 | 17. 6.     | Matej Dedić |
| 73.  | 2005 | 16. 9.     | Mia Žnidarič |
| 74.  | 2005 | 14. 10.    | Superlizo |
| 75.  | 2005 | 18. 11.    | Medenina in patina (z Orkestrom Slovenske vojske)                                                                      |
| 76.  | 2005 | 16. 12.    | Bast |
| 77.  | 2006 | 20. 1.     | Lara B |
| 78.  | 2006 | 17. 2.     | Dan D |
| 79.  | 2006 | 17. 3.     | Bossa de novo |
| 80.  | 2006 | 14. 4.     | Gorazd Lampe |
| 81.  | 2006 | 19. 5.     | Kleemar |
| 82.  | 2006 | 16. 6.     | Multiball |
| 83.  | 2006 | 15. 9.     | Same babe |
| 84.  | 2006 | 20. 10.    | Red Five Point Star |
| 85.  | 2006 | 17. 11.    | Neca Falk |
| 86.  | 2006 | 15. 12.    | Hip hop v živo: Trkaj, Klemen Klemen, N'Toko, Valterap, Laganee, Pižama in Samo Boris ob spremljavi Gala in Galeristov |
| 87.  | 2007 | 17./19. 1. | Jure Tori (gostje Orlek)                                                                                               |
| 88.  | 2007 | 9. 2.      | Steve Klink |
| 89.  | 2007 | 23. 3.     | Aphra Tesla in Sai Tamitsa                                                                                             |
| 90.  | 2007 | 13. 4.     | The Tide |
| 91.  | 2007 | 25. 5.     | Tinkara Kovač |
| 92.  | 2007 | 22. 6.     | Vasko Atanasovski |
| 93.  | 2007 | 21. 9.     | Siddharta |
| 94.  | 2007 | 19. 10.    | Melodrom |
| 95.  | 2007 | 16. 11.    | Tadej Vesenjak |
| 96.  | 2007 | 7. 12.     | Gal in galeristi |
| 97.  | 2008 | 25. 1.     | Jararaja |
| 98.  | 2008 | 14. 3.     | Trkaj |
| 99.  | 2008 | 4. 4.      | Demeter |
| 100. | 2008 | 25. 4.     | Damir Avdić |
| 101. | 2008 | 16. 5.     | AFS France Marolt |
| 102. | 2008 | 20. 6.     | Pridigarji |
| 103. | 2008 | 19. 9.     | Elemental |
| 104. | 2008 | 17. 10.    | Neisha |
| 105. | 2008 | 14. 11.    | Niet |
| 106. | 2008 | 12. 12.    | Eva Hren & Sladcore |
| 107. | 2009 | 20. 3.     | Orlek |
| 108. | 2009 | 17. 4.     | Zlatko in Optimisti |
| 109. | 2009 | 15. 5.     | Aritmija |
| 110. | 2009 | 12. 6.     | Jazoo |
| 111. | 2009 | 18. 9.     | Štefan Kovač Marko banda                                                                                               |
| 112. | 2009 | 16. 10.    | Anže Palka & New Flamenco Orchestra                                                                                    |
| 113. | 2009 | 20. 11.    | Zmelkoow |
| 114. | 2009 | 11. 12.    | Buldogi |
| 115. | 2010 | 12. 2.     | Papir |
| 116. | 2010 | 12. 3.     | Uršula Ramoveš in Fantje z Jazbecove grape                                                                             |
| 117. | 2010 | 26. 3.     | Kvinton |
| 118. | 2010 | 14. 5.     | Leeloojamais |
| 119. | 2010 | 28. 5.     | Ana Pupedan |
| 120. | 2010 | 18. 6.     | ŽPZ Kombinat |
| 121. | 2010 | 24. 9.     | Carpe diem |
| 122. | 2010 | 15. 10.    | Slon in sadež |
| 123. | 2010 | 19. 11.    | Mi2 |
| 124. | 2010 | 17. 12.    | N'Toko |

### 2011−2015
| #    | Datum       | Izvajalec                                         | Opombe |
| 2011 | 2011        | 2011                                              | 2011 |
| ---- | ----------- | ------------------------------------------------- | --- |
| 125. | 18./25. 02. | Bilbi                                             | |
| 126. | 18. 03.     | Elevators                                         | Gostje: Tinkara Kovač, Aphra Tesla in Josipa Lisac |
| 127. | 22. 04.     | Brina                                             | Radijska premiera novih skladb z nastajajoče plošče Slečena koža |
| 128. | 20. 05.     | Robert Jukič                                      | Plošča Dobrote iz skrinje zarote |
| 129. | 17. 06.     | Via Ofenziva                                      | To je bil šele njihov tretji nastop nasploh po letu 1983. Nastopili so v izvirni postavi, tako s starimi hiti kot novo glasbo. |
| 130. | 23. 09.     | We Can't Sleep at Night                           | |
| 131. | 21. 10.     | Crazed Farmers                                    | Gostje: harmonikar Jure Tori, Leon Matek (saz), nekdanji pevec skupine Žiga Jenko, kitarist Bojan Babić - Babo ter pevki Višnja Fičor in Žana |
| 132. | 09. 12.     | Klemen Klemen & The Playbackers                   | Spremljevalni bend The Playbackers je bil sestavljen iz članov Moveknowledgementa |
| 2012 |             |                                                   | |
| 133. | 13. 01.     | Boštjan Narat                                     | Spremljevalni bend: tokalist Blaž Celarec, violinistka Jelena Ždrale, klaviaturistka Polona Janežič ter kitarist in basist Matevž Kolenc |
| 134. | 10. 02.     | Maya                                              | Gost: Murat |
| 135. | 23. 03.     | Pliš                                              | |
| 136. | 13. 04.     | Martin Ramoveš Band                               | |
| 137. | 18. 05.     | Nula Kelvina                                      | |
| 138. | 15. 06.     | Telstar – Severa & Gal Gjurin                     | Skladbe s kompilacijske plošče Telstar: Od tod do vesolja – Spacebound, ki je izšel ob 15-letnici oddaje Telstar in 40-letnici Vala 202, v izvedbi Gjurinovih z gosti |
| 139. | 14. 09.     | Andraž Polič & Hamlet Express                     | Gostje: Via Poetica, duo La Boeme in drugi |
| 140. | 19. 10.     | Neomi                                             | |
| 141. | 16. 11.     | Feedback                                          | |
| 142. | 14. 12.     | Rudi Bučar & Istrabend                            | Poleg Bučarja so njegove pesmi (pa tudi ljudske istrske) peli tudi: Eva Hren, Matevž Šalehar - Hamo, Tadeja Fatur, Samo Budna in Oktet Aljaž |
| 2013 |             |                                                   | |
| 143. | 18. 01.     | Tržaški PPZ Pinko Tomažič                         | Gostje: Drago Mislej - Mef, Vlado Kreslin, Kombinatke, zamejski rockovski bendi |
| 144. | 22. 02.     | Barely Modern                                     | |
| 145. | 08. 03.     | Dan D                                             | Prenos zaključnega koncerta akustične turneje »Tiho« skupine Dan D v Kinu Šiška |
| 146. | 19. 04.     | Zadnji taxi in Gaber Brin                         | Skupni imenovalec obeh zasedb je Roman Zupančič, zato so izvedli tudi pesmi zasedbe Grovofo polje. |
| 147. | 10. 05.     | Katja Šulc                                        | Repertoar: album Twisted Delight, pesmi Mile Kačič (z albuma Mila), evergreeni in šansoni |
| 148. | 28. 06.     | Dandelion Children                                | |
| −    | 19. 07.     | Izštekani 2012                                    | Vrhunci sezone 2012 |
| −    | 23. 08.     | Izštekani 2011                                    | Vrhunci sezone 2011 |
| 149. | 27. 09.     | The Toronto Drug Bust                             | V goste so povabili kitarista Tadeja Koširja in klaviaturista Andraža Kržiča. |
| 150. | 18. 10.     | Mate Brodar - Bro                                 | |
| 151. | 22. 11.     | Hexenbrutal                                       | Gost: Miha Kavaš |
| 152. | 03. 12.     | Izštekanih 20                                     | Poseben koncert ob 20-letnici oddaje v Kinu Šiška: Niet, Siddharta, Zmelkoow, Peter Lovšin, The Tide z gostjo Tino Marinšek, Aphra Tesla, Trkaj, Narat, Werefox, Res Nullius, Flirrt, Tokac in Obra iz Dan D ter 21 članov Simfoničnega orkestra RTV Slovenija pod vodstvom Patrika Grebla, ki so spremljali nekatere izmed izvajalcev |
| 2014 |             |                                                   | |
| 153. | 17. 01.     | Flirrt                                            | Poudarek je bil na albumih Horizont in Lajf ter na povsem novih skladbah |
| 154. | 28. 02.     | Katarina Juvančič in Dejan Lapanja                | Predstavila sta album Selivke in nov material; gostje: Bogdana Herman, kitarist Matej Magajne, Miha Nemanič z ustno harmoniko in Same babe |
| 155. | 28. 03.     | Vlado Kreslin                                     | Spremljevalna zasedba/gostje: Milan Kreslin, Miro Tomassini, Gal Gjurin, Janja Gomboc, Luka Jerončič, Luka Ovsec, Jure Huebscher in Marko Hatlak |
| 156. | 25. 04.     | Hamo & Tribute 2 Love                             | |
| 157. | 16. 05.     | Leon Matek                                        | Slišati je bilo moč skladbe iz vseh obdobij njegovega ustvarjanja: od zasedb Prepozno za krokodile iz 80. ter Juhej in Vuhmepiš iz 90. preko solističnega dela po letu 2000 do najnovejših »protestivalskih« pesmi in celo tri povsem nove skladbe. |
| 158. | 27. 06.     | Marko Hatlak                                      | Gostje: zasedbe Kapobanda, Funtango in Moonlight Sky ter violončelistka Karmen Pečar |
| –    | 11. 07.     | Iz arhiva                                         | Mi2 (nov 2010), Slon in Sadež (okt 2010), Neomi (okt 2012), Katja Šulc (maj 2013) |
| –    | 22. 08.     | Iz arhiva                                         | Olivija (feb 2005), The Tide (apr 2007), Dandelion Children (jun 2013), Rudi Bučar (dec 2012) |
| –    | 26. 09.     | Iz arhiva                                         | N'toko (dec 2010), Kvinton (mar 2010), Barely Modern (feb 2013) in Buldogi (dec 2009) |
| 159. | 24. 10.     | Čao Portorož                                      | |
| 160. | 21. 11.     | Werefox                                           | Gostje: Hannes Jaeckl (Sans Secours), Mojca Krevel (Niowt), Peter Dekleva (Srečna mladina), Manuel Kuran (Stekli psi, Sphericube) in Dominik Bagola - Balladero (ex Psycho-Path) |
| 161. | 02. 12.     | Izštekanih 10                                     | Zaključni koncert sezone 2014 v Kinu Šiška: Katarina Juvančič in Dejan Lapanja, Marko Hatlak s skupinama Funtango in Moonlight Sky, Hamo & Tribute 2 Love, Flirrt s skritim gostom Janezom Zmazkom - Žanom, Werefox, Čao Portorož in Leon Matek (Izštekani 2014), posebni gostje Slon in Sadež, Murat & Jose ter Big Foot Mama z Nino Kay in skrita gostja v dodatku Tinkara Kovač. Pri približno polovici skladb je sodeloval tudi Big Band RTV Slovenija pod vodstvom Tadeja Tomšiča. |
| 2015 |             |                                                   | |
| 162. | 23. 01.     | Murat & Jose                                      | Spremljevalna zasedba/gostje: Špecialni godalkarski orkester, Maya in Aleksandra Radovanović, Igor Vičentič, Simon Pintar, Jaka Birsa s Pogrebno godbo na poroki/Poročno godbo na pogrebu. Glasbeni vodja podviga je bil JAMirko. |
| 163. | 06. 03.     | Robert Jukič                                      | Premierna predstavitev projekta Ženske; nastopilo je 7 pevk od 13 z albuma: Jadranka Juras, Mia Žnidarič, Aphra Tesla, Nina Strnad, Tjaša Fabjančič, Nina Vodopivec in Gordana Hleb + 18 godalcev Simfoničnega orkestra RTV Slovenija (Patrik Greblo) |
| 164. | 27. 03.     | Smaal Tokk                                        | Spremljevalna skupina: Klemen Kotar (bas), Gašper Kržmanc (kitara), Enos Kugler (bobni), Marko Boh (klaviature), Ana Šimenc (saksofon, spremljevalni glas) in Blažka Oberstar (spremljevalni glas, flavta) |
| 165. | 21. 04.     | BO!                                               | |
| 166. | 12. 05.     | Natriletno kolobarjenje s praho in Nina Bulatovix | Šlo je za ljubljanski koncert v sklopu Dvocikla, cikla koncertov različnih zasedb v tandemu v Kranju in Ljubljani |
| 167. | 30. 06.     | Happy Ol' McWeasel                                | |
| −    | 28. 07.     | Iz arhiva                                         | Trkaj (mar 2008), Res Nullius (dec 2013), Čao Portorož (okt 2014) in Vasko Atanasovski (jun 2007) |
| −    | 18. 08.     | Iz arhiva                                         | Interceptor (feb 1999), We Can't Sleep At Night (sep 2011), Klemen Klemen (dec 2011) in Same babe (sep 2006) |
| 168. | 15. 09.     | All Strings Detached                              | Okrepljeni s kontrabasistom Joštom Drašlerjem in bobnarjem Vidom Drašlerjem |
| −    | 19. 10.     | Iz arhiva                                         | Vrhunci Izštekanih 20 in Izštekanih 10 2014: Siddharta, Res Nullius, Big Foot Mama, Hamo & Tribute to Love in Trkaj |
| 169. | 20. 10.     | Monowi Twins                                      | Z njima so nastopili: Gašper Povše (violina in ukulele), Eva Razložnik (čelo) in Robi Bulešić (bobni) |
| 170. | 03. 11.     | Noctiferia                                        | |
| 171. | 24. 11.     | Same babe                                         | Nastop je potekal pod naslovom »Razgaljene«. |
| 172. | 08. 12.     | Izštekanih 10                                     | Zaključni koncert sezone 2015: Murat & Jose, Robert Jukič z Nino Vodopivec in Gordano Hleb, Smaal Tokk, BO!, Natriletno kolobarjenje s praho, Nina Bulatovix, Happy Ol’ McWeasel, Noctiferia, Same babe, All Strings Detached in Monowi Twins (Izštekani 2015), spremljevalni godalni band Simbolični orkester in gostje Mi2 |
| −    | 29. 12.     | Izštekani v letu 2015                             | Pregled sezone 2015 |

### 2016
| #    | Datum   | Izvajalec                          |
| ---- | ------- | ---------------------------------- |
| 173. | 19. 01. | Patetico                           |
| 174. | 23. 02. | Salonski                           |
| 175. | 22. 03. | Tantadruj                          |
| 176. | 19. 04. | Jacuzzy Krall                      |
| 177. | 17. 05. | Samo Budna                         |
| 178. | 14. 06. | Panda                              |
| 179. | 20. 09. | Širom                              |
| 180. | 18. 10. | Drago Mislej - Mef                 |
| 181. | 15. 11. | Jure Tori                          |
| 182. | 06. 12. | Izštekanih 10 – Sounds of Slovenia |

Izštekanih 10 – Sounds of Slovenia
Sezona Izštekanih v letu 2016 se je 6. decembra sklenila v Kinu Šiška s koncertom Izštekanih 10 z naslovom Sounds of Slovenia. Na njem so mnogi slovenski glasbeniki in vokalisti pod umetniškim vodstvom Janeza Dovča izvedli znane slovenske skladbe zadnjih let. Nastopajoči: Janez Dovč, Rudi Bučar, Bilbi, Hamo, Vesna Zornik, Eva Hren, Brina Vogelnik, Boštjan Gombač, Robi Pikl, Ana Bezjak, Jani Hace, Sergej Ranđelović, Samo Budna, Aleš Hadalin, Metod Banko, Nika Perunović, Katice, Uršula Ramoveš, Davor Klarič, Jan Tomšič, Goran Krmac, Nejc Sajovic in Jaša Hedžet (Bas in glas), Bojan Cvetrežnik, Bort Ross, Klemen Kotar, Uroš Buh, Saša Vipotnik, Gregor Volk, Jure Novak, Barja Drnovšek, Nino Mureškič, Jararaja.
| Pesem                                                                    | Izvajalec                                             |
| ------------------------------------------------------------------------ | ----------------------------------------------------- |
| Divje babe                                                               | Boštjan Gombač in Janez Dovč                          |
| Da bin znala (Sounds of Slovenia ft. Katice)                             | Katice in Marino Kranjac                              |
| Ni te več (Vasko Atanasovski)                                            | Gregor Volk                                           |
| Poglej (Neomi)                                                           | Bort Ross in Saša Vipotnik                            |
| Moja jutra (Bort Ross)                                                   | Saša Vipotnik in Bort Ross                            |
| Veter joče (Bilbi)                                                       | Brina Vogelnik                                        |
| Možgani na paši (Nula Kelvina)                                           | Bilbi in Marko Boh                                    |
| Grem na jug (Marko Grobler)                                              | Gregor Budal                                          |
| Okej, okej, okej, okej (Bas in glas)                                     | Nejc Sajovic                                          |
| Pesem o morju (Metod Banko & Teo Collori)                                | Boštjan Gombač in Teo Collori                         |
| V živo (Patetico)                                                        | Metod Banko in Nika Perunović                         |
| Dragi (Nana Milčinski)                                                   | Nika Perunović                                        |
| Sredi noči (Brina Vogelnik & Janez Dovč)                                 | Jan Tomšič                                            |
| Žvek žvek (Elizabeta Druga) (Uršula Ramoveš in Fantje z Jazbecove grape) | Uršula Ramoveš in Fantje iz Izštekane grape           |
| Objem (Papir)                                                            | Robi Pikl                                             |
| Sanje so večne (Samo Budna/Posodi mi jűrja)                              | Ana Bezjak in Samo Budna                              |
| Vsi so venci vejli                                                       | Boštjan Gombač, Janez Dovč in Goran Krmac             |
| Trese se trese (Robert Jukič in Kramp)                                   | Aleš Hadalin                                          |
| Od dela se umira (Jurki & Basisti) + Presežna vrednost bivanja (N3L)     | Jurki in Natriletno kolobarjenje s praho              |
| Naj traja (Rudi Bučar)                                                   | Uroš Buh in Eva Hren                                  |
| Gremo se igrat boga (Hamo & Tribute 2 Love)                              | Rudi Bučar                                            |
| Ples zagrnjenih zaves (El Kachon)                                        | Vesna Zornik                                          |
| Prva pomoč (Elevators)                                                   | Hamo                                                  |
| Marko skače                                                              | Aleš Hadalin, Eva Hren, Gregor Volk, Katice in ostali |
| Hvala za vijolice (Bilbi)                                                | Bilbi in ostali                                       |

### 2017
| #    | Datum   | Izvajalec                                           |
| ---- | ------- | --------------------------------------------------- |
| 183. | 24. 01. | Jurki & Basisti − »Od dela se umira 30 let pozneje« |
| 184. | 21. 02. | Bakalina (Španabije)                                |
| 185. | 21. 03. | Brest (Nemi film)                                   |
| 186. | 18. 04. | Lačni Franz                                         |
| 187. | 16. 05. | Siter (Kompilacija največjih hitov)                 |
| 188. | 04. 07. | persons from porlock in Matter                      |
| 189. | 24. 08. | Rudi Bučar in Hamo                                  |
| 190. | 19. 09. | Bort Ross (gostja: Lamai)                           |
| 191. | 07. 11. | NoAir                                               |
| 192. | 06. 12. | Izštekanih 10: Siddharta z gosti                    |

Izštekanih 10 – Siddharta z gosti
Sezona 2017 se je zaključila s koncertom Izštekanih 10 v Kinu Šiška, ki se je zgodil 6. decembra. Osrednji izvajalci so bili Siddharta, ki so izvedli 10 svojih skladb (in dodatek), 10 pa so jih izvedli gostje − 12 izvajalcev, s katerimi skupina pred tem še ni sodelovala.
- Nastalo bo – Siddharta
- Baroko – Siddharta
- Do konca – Siddharta
- Ledena – Koala Voice
- Diamanti – Siddharta
- Piknik – Patetico
- Homo Carnula – MRFY & Tomaž & Boštjan
- Dios – Siddharta
- Indian Boy – Jardier
- Spet otrok – Siddharta
- Dolga pot domov – Neca Falk & Jani
- Narava – Siddharta
- Klinik – Murat
- Platina – Matter
- RAVE – Siddharta
- Strele v maju – Hamo & Tribute 2 Love & Tomi
- T.H.O.R. – Gianni Poposki & Bojan Cvetrežnik
- Phat Yuppie – Siddharta
- My Dice – Elvis Jackson & Marko Hatlak & Tomi & Buco
- Bonsai – Siddharta
- B Mashina – Siddharta & Bojan Cvetrežnik
- Orion Lady – Siddharta
- Samo edini – Siddharta

### 2018
| #    | Datum           | Izvajalec                                                                       |
| ---- | --------------- | ------------------------------------------------------------------------------- |
| 193. | 16. 01.         | Anika Horvat (z GeDoRe)                                                         |
| 194. | 27. 02.         | Peter Lovšin (s Španskimi borci)                                                |
| 195. | 27. 03.         | Los Ventilos                                                                    |
| 196. | 17. 04.         | Koala Voice                                                                     |
| 197. | 22. 05.         | Mrfy (gostja: Zala Kralj)                                                       |
| 198. | 12. 06.         | Tabu                                                                            |
| 199. | 18. 09.         | Lara Jankovič                                                                   |
| 200. | 16. 10.         | Nude                                                                            |
| 201. | 13. 11.         | Elvis Jackson                                                                   |
| 202. | 04. 12. 05. 12. | Izštekanih 25: Dan D, Bordo, Čedahuči, Fed Horses, Prismojeni profesorji bluesa |

Izštekanih 25
Sezono 2018 je sklenil dvojni (razprodani) koncert Izštekanih 25 4. in 5. decembra v Kinu Šiška, ki je bil posvečen 25-letnici oddaje Izštekani. Nastopilo je 5 zasedb: Fed Horses, Bordo, Prismojeni profesorji bluesa, Čedahuči – te 4 so se "izštekale" prvič – in Dan D, vsaka s 5 pesmimi (formula 5 x 5 = 25).
| Fed Horses                                              | Bordo                                                                                         | Prismojeni profesorji bluesa                                      | Čedahuči | Dan D                                                         |
| ------------------------------------------------------- | --------------------------------------------------------------------------------------------- | ----------------------------------------------------------------- | --- | ------------------------------------------------------------- |
| - Sinner - Sober - Spremembe - Love Tree - Voda (Dan D) | - Zvezde v mlaju - Predaleč za nas - Zakaj - Obljubim (I Promise, Radiohead) - Kozlam (Dan D) | - Srce - Hilda - Cigarette Love - Love song (Dan D) - El Paradiso | - Če hočeš, grem - Je mimo leto - Lahko sem srce in lahko sem kvadrat - Svoboda zažari v naših očeh - Jutranja (Dan D) | - Rekli so - Plešeš - Počasi - Boli me k - Tvoje je vse - Čas |

Gostje presenečenja so bili Magnifico s skladbama "Tivoli" ter "In ko enkrat bom umrl" (prvi večer), Zala Kralj & Gašper Šantl s skladbo "Novo sonce" skupine Dan D (prvi in drugi večer) in Koala Voice s skladbama "Brainstorm" in "Early Bird" (drugi večer).

### 2019
| #    | Datum   | Izvajalec                                                      |
| ---- | ------- | -------------------------------------------------------------- |
| 203. | 22. 01. | Drevored                                                       |
| 204. | 19. 02. | Andrej Šifrer                                                  |
| 205. | 12. 03. | Prismojeni profesorji bluesa                                   |
| 206. | 09. 04. | Bordo                                                          |
| 207. | 21. 05. | Haiku Garden                                                   |
| 208. | 11. 06. | Jure Lesar                                                     |
| 209. | 24. 09. | Fed Horses                                                     |
| 210. | 22. 10. | Torul                                                          |
| 211. | 19. 11. | Čedahuči                                                       |
| 212. | 03. 12. | Izštekanih 10: Haiku Garden, MRFY, Emkej, Matter in Recycleman |

Izštekanih 10
Na razprodanem koncertu Izštekanih 10, ki je potekal 3. decembra v Kinu Šiška, so nastopili Recycleman, Haiku Garden, Emkej, Matter in MRFY, kot skriti gostje pa še Klemen Klemen, Borut Kocjan, Zvezdana Novaković ZveN, Bowrain, duo Bakalina, beatboxer Zlam'n'bejž in Manouche. Seznam pesmi:
- Emkej – Veš kaj bi ti mogo
- Emkej – Rdeče oči
- Emkej in Borut Kocjan – Zavist
- Emkej – Čudna pot
- Haiku Garden – Catch My Breath
- Haiku Garden – Rosetta
- Haiku Garden – Caving
- Haiku Garden, Recycleman in Klemen Klemen – V mestu nekaj dogaja

- Zvezdana Novakovič & Bowrain – Tri tičice
- Zvezdana Novakovič & Bakalina – Jesien
- Bakalina & Zlam'n'bejž – Krawji rep
- Matter – Sinovi moje madre
- Matter & MRFY – Burek
- Matter & MRFY – Vrž me na planet
- Matter & MRFY – Zadeta si lepa Ljubljana (ft. Emkej)
- Matter & MRFY – Zonzey

- MRFY – Umru zate
- MRFY – Safari
- Manouche – Cekini padajo z neba
- Recycleman – Tarzan
- Recycleman – U-trip mladosti
- Recycleman – Naj firma
- Recycleman – Who Is the Real Kekec?
- Recycleman – Kwa

### 2020
| #    | Datum   | Izvajalec                                                     |
| ---- | ------- | ------------------------------------------------------------- |
| 213. | 14. 01. | Zvezdana Novaković - ZveN                                     |
| 214. | 10. 02. | Le Serpentine                                                 |
| 215. | 15. 06. | Blu.Sine                                                      |
| 216. | 06. 07. | Generator                                                     |
| 217. | 31. 08. | Manouche                                                      |
| 218. | 21. 09. | Parliament Attack                                             |
| 219. | 09. 11. | Izštekani Klubski maraton: Miha Peterlič, Pantaloons in 3:rma |
| 220. | 01. 12. | Izštekanih 10: Big Foot Mama                                  |

Za Le Serpentine bi 16. marca morali nastopiti Manouche, a je bil njihov nastop zaradi koronavirusa prestavljen. 19. oktobra bi se moral "izštekati" Balladero, a je bil njegov nastop zaradi zaostrovanja ukrepov, povezanih s koronavirusom, prestavljen. Za 9. november so bili prvotno napovedani Lusterdam.

### 2021
| #    | Datum   | Izvajalec               |
| ---- | ------- | ----------------------- |
| 221. | 25. 01. | Leonart                 |
| 222. | 22. 02. | In the Attic            |
| 223. | 15. 03. | Chris Eckman            |
| 224. | 19. 04. | Lusterdam               |
| 225. | 10. 05. | Balladero               |
| 226. | 14. 06. | Tretji kanu             |
| 227. | 28. 08. | Društvo mrtvih pesnikov |
| 228. | 11. 10. | Sladica                 |
| 229. | 15. 11. | Skova in Skovani        |

1. ↑  V okviru festivala Novomeško poletje na novomeškem Glavnem trgu.

### 2022
| #    | Datum   | Izvajalec                                             |
| ---- | ------- | ----------------------------------------------------- |
| 230. | 24. 01. | Jan Tomšič - Yatanu (+ Yanu, Caminoigra)              |
| 231. | 14. 02. | Tomaž Hostnik                                         |
| 232. | 14. 03. | 7AM                                                   |
| 233. | 11. 04. | Dežurni krivci                                        |
| 234. | 16. 05. | Robert Petan                                          |
| 235. | 06. 06. | Emkej                                                 |
| 236. | 12. 09. | 3:rma                                                 |
| 237. | 10. 10. | Jure Pukl Alia Opera, Eva Luna Marija in Manca Berlec |
| 238. | 07. 11. | Matej Krajnc                                          |
| 239. | 06. 12. | Izštekanih 10                                         |

1. ↑  Prvotno so bili za ta datum najavljeni Katalena.
2. ↑  Potekalo v okviru prvega Avdiofestivala. Šlo je za skupni koncert treh oddaj: Izštekani (Val 202), Jazz Ars All Stars (Radio Ars) in Prva vrsta (Prvi program).

Izštekanih 10
- Lusterdam
- Tretji kanu
- Skova in Skovani
- Leonart
- Balladero
- Robert Petan
- Dežurni krivci
- 3:rma
- Generator
- Sladica

### 2023
| #    | Datum   | Izvajalec                            |
| ---- | ------- | ------------------------------------ |
| 240. | 23. 01. | AKA Neomi                            |
| 241. | 17. 04. | Hauptman                             |
| 242. | 08. 05. | Kovačič, Poredoš, Siter, Mef         |
| 243. | 08. 06. | Izštekanih 30                        |
| 244. | 23. 10. | Buco z gosti                         |
| 245. | 03. 12. | Izštekanih 10: poklon Vladu Kreslinu |

Izštekanih 30
Tridesetletnico oddaje bodo obeležili s koncertom Izštekanih 30 v ljubljanskih Križankah 8. junija. Nastopilo bo 15 izvajalcev (vsak z dvema pesmima) ob spremljavi hišnega benda Smrdel Brothers Collective, ki ga vodi basist Peter Smrdel, za zahtevnejše aranžmaje pa bo poskrbel Leon Firšt.
- Silence
- Vlado Kreslin
- Urša Mihevc (Fed Horses)
- Gregor Strasbergar (Mrfy)
- Hamo
- Boris Kokalj (Kokosy)
- Jure Lesar
- Klemen Klemen
- Jardier
- Vazz
- Tomi M (Siddharta)
- Severa in Gal Gjurin
- Slon in Sadež
- Saša Vipotnik (AKA Neomi)
- Borut Marolt (Niet)

Izštekanih 10
- Kokosy − Ena pesem
- Jardier − Nekega jutra, ko se zdani
- Skova in Skovani − Tista črna kitara
- Tomaž Hostnik − Cesta
- Ethnotrip − Joužek
- Leopold I in Drügi − Tista zakartana ura
- Vlado Kreslin, Leopold I in Drügi − Moja draga se rada slika
- Chris Eckman in Jana Beltran − Tam na koncu drevoreda
- Chris Eckman in Jana Beltran − That Black Guitar
- Hauptman − Dokler se srce ne ustavi
- Masayah − Z Goričkega v Piran
- Marina Martensson − Reka
- Batista Cadillac − Še je čas
- Batista Cadillac in Vlado Kreslin − Neviden
- Dan D − Dekle moje
- Lado Bizovičar − Dan neskončnih sanj
- Vlado Kreslin, Mali bogovi, Masayah, Marina Martensson, Ajdina Kreslin − Hej, muzikanti
- Vlado Kreslin, Batista Cadillac, Tokac − Tisoč let

### 2024
| #    | Datum   | Izvajalec                                                                   |
| ---- | ------- | --------------------------------------------------------------------------- |
| 246. | 18. 03. | Aleksander Mežek                                                            |
| 247. | 22. 04. | Bowrain                                                                     |
| 248. | 06. 05. | Kontradikshn                                                                |
| 249. | 10. 06. | The Canyon Observer                                                         |
| 250. | 23. 09. | Koncert Štirih: Severa Gjurin, Dejan Lapanja, Vasko Atanasovski, Rudi Bučar |
| 251. | 14. 10. | Drill in Smrdel Brothers Collective                                         |
| 252. | 11. 11. | Kokosy                                                                      |
| 253. | 03. 12. | Izštekanih 10: Elevators z Big Bandom RTV Slovenija in gosti                |

Izštekanih 10 (v Kinu Šiška) – gostje
- Lara Love
- Buda (Elvis Jackson)
- Tokac (Dan D)
- Simon Avsec (Ana Pupedan)
- Jernej Dirnbek (Mi2, Dimek in Davor Klarić)
- Aleksandra Ilijevski
- Primož Vitez (Bossa de novo)
- Manouche
- Klemen Klemen
- Vlado Kreslin

### 2025
| #    | Datum   | Izvajalec                     |
| ---- | ------- | ----------------------------- |
| 254. | 27. 01. | Niet                          |
| 255. | 24. 02. | Tina Marinšek                 |
| 256. | 14. 04. | Vazz                          |
| 257. | 19. 05. | Teo Collori in Momento Cigano |

## CD-ji in DVD-ji
Od začetka oddaje je izšlo več CD-jev in DVD-jev s posnetki nastopov v Izštekanih:
- Izštekani na RŠ, 1. del (Dallas/RŠ, 1995)
- Izštekani na RŠ, 2. del (Dallas/RŠ, 1999)
- Orlek – Bunkovc party-ja (ZKP RTV Slo, 1997)
- Zmelkoow – Izštekani pri Juretu Longyki (Primitivc glasbic, 2000)
- Dežurni krivci – Izštekani (samozaložba, 2002)
- Center za dehumanizacijo – Gverilci brez mej (samozaložba, 2003)
- Pips, Chips & Videoclips – Dokument – Izštekani 17. 12. 2005 (Menart, 2005)
- Bossa de novo – Vivo! (Goga, 2006)
- Siddharta – Izštekani (Menart, 2007) [CD in DVD]
- The Tide – Live & Clean (samozaložba, 2008) [CD in DVD]
- Elemental – Live @ Izštekani (omejena izdaja, samozaložba, oktober 2008)
- Niet – Izštekani na Valu 202 (ZKP RTV Slo, december 2008) [CD in DVD]
- Zlatko – Izštekani 585 teorija (ZKP RTV Slo, junij 2009) [CD, DVD in knjiga]
- Štefan Kovač Marko banda – Izštekani (God Bless This Mess, maj 2010) [DVD]
- Shyam – Skriti sij ljudi/Izštekani (ZKP RTV Slo, september 2010)
- Mi2 – Decibeli (ZKP RTV Slo, februar 2012) [LP]
- Elevators – Izštekani (ZKP RTV Slo, oktober 2012)
- Feedback – Izštekani (samozaložba, november 2013) [DVD]
- Robert Jukič – Ženske (ZKP RTV Slo, 2015) [dvojna plošča]
- Big Foot Mama – Akustika (Nika, 2021)

Z letom 2018 (začenši s Koala Voice in MRFY) je izdaja "izštekanih" različic skladb na digitalnem albumu pri ZKP RTV Slovenija postala redna praksa oddaje:
- Koala Voice − Izštekani (2018)
- MRFY − Izštekani (2018)
- Tabu − Izštekani (2018)
- Bordo – Izštekani (2019)
- Fed Horses – Izštekani (2019)
- Haiku Garden – Izštekani (2020)
- Le Serpentine – Izštekani (2020)
- Čedahuči – Izštekani Čedahuči (2021)
- Generator – Izštekani (2021)
- Leonart – Izštekani Leonart (2022)
- Blu.Sine – Izštekani (2022)

Mnogi izvajalci so na svoje plošče uvrstili drobce oziroma posamezne posnetke iz oddaj: Sokoli, Ana Pupedan, Heavy Les Wanted, Moonlight Cats, Quatebriga, Sunny Orchestra, Indust-Bag, Milko Lazar, D.D.V., Olivija, Fake Orchestra, Tamburaški orkester Cirkovce, Same babe (album Dobri možje), Lara B, Vasko Atanasovski, Uršula Ramoveš, Tadej Vesenjak, Klemen Klemen (S3P in Trnow stajl iz 2015) in drugi.
Na Izštekanih je bilo posnetih tudi nekaj videospot (oziroma so posnetki nastopa v oddaji izšli kot videospot):
- Mi2 – »Odhajaš (balada za zgornjo sosedo)«, 2003, režija Tadej Čater
- Center za dehumanizacijo – »Nimam dnara«, 2004, režija Neven Korda
- Siddharta – »Autumn Sun«, 2008
- Niet – »Perspektive«, 2009, režija Blaž Petkovič
- Zlatko – »Mi je žal«, 2009
- Štefan Kovač Marko banda – »Čas«, 2010, režija Matej Kolmanko
- Leon Matek – »Ko te pogledam v oči«, 2014, režija Peter Braatz

## Nagrade
Izštekani so bili za viktorja za najboljšo radijsko zabavno oddajo nominirani v letih 1995−97 in nagrado za leto 1996 tudi prejeli, Jure Longyka pa je bil z viktorjem za najboljšega radijskega voditelja nagrajen 1998 in 1999. Kompilaciji Izštekani na RŠ, 1. del in Izštekani na RŠ, 2. del sta bili obe nominirani za zlatega petelina za najboljšo kompilacijsko ploščo (1996 in 2000).